# Берда (річка)
Бе́рда (крим. Qayalı Bert) — річка в Україні, у межах Пологівського та Бердянського районів Запорізької області. Впадає до Азовського моря.

## Опис
Довжина 125 км, площа водозбірного басейну 1 750 км². Похил річки 2,1 м/км. Долина у верхній та середній течії переважно трапецієподібна, завширшки 3 км, завглибшки до 50 м; її праві схили в багатьох місцях значно вищі за ліві, порізані балками і ярами. Заплава тут одностороння, завширшки до 100 м, у пониззі заплава двостороння, в багатьох місцях заболочена. Річище звивисте, завглибшки до 1,5 м, завширшки 6—10 м, з поодинокими розливами до 15—25 м. Чверть річища заросла очеретом. Дно піщане, подекуди кам'янисте. Живлення снігове й ґрунтове. Характерні весняні повені. Замерзає у грудні, скресає в лютому. Крига нестійка. Пересічний річний модуль стоку — 1,65 л/с•км². Використовується на зрошення, водопостачання, рекреацію. Зарегульована водосховищами, ставками. Бердянське водосховище біля с. Осипенко, збудоване 1954 року, забезпечує водою місто Бердянськ. На березі побудовані зони відпочинку.
Берді зобов'язана своїм існуванням Бердянська коса, 23 км завдовжки. На берегах річки — рудопрояви графіту.

## Розташування
Берда бере початок на північний захід від села Вершина Друга, в межах Приазовської низовини між двома курганами: Могили Кордонські і Могила Довга Попівка. Тече спершу на схід, далі — на південний схід, у місці впадіння до неї річки Каратиш різко повертає на південний захід, у пониззі тече на південь, у пригирловій частині — на південний схід. Протягом 25 км від Калайтанівки до Білоцерківки тече межею з Донецькою областю. Впадає до Азовського моря на його північному узбережжі, на північний схід від міста Бердянська.

## Природа
У річці водяться краснопірка (лат. Scardinius erythrophthalmus), головень (Leuciscus cephalus), карась (Carassius), щука (Esox lucius). Річка тече степовою місцевістю, тому для її берегів характерна степова й лучна рослинність. Уздовж берегів трапляються штучні лісосмуги. На берегах можна спостерігати виходи гранітів.

## Притоки
Праві: Волова, Берестова.
Ліві: Бельманка, Грузька, Каратюк, Каратиш або Коротиш (найбільша притока).

## Історія
Давні назви річки: Гіпакіріс, Агара, Агарліберт, Каяла, Каяліберт. Річками Берда та Кінські Води в 1770-х роках, за указом російської імператриці Катерини II Сенату від 10 травня 1770 року, була зведена укріплена Дніпровська лінія у складі семи, за 30 верст одна від одної, фортець:
- Олександрівська — біля гирла річки Московки, яка впадає у Дніпро;
- Микитинська — на річці Конці праворуч за 20-ти верст від виходу до долини Дніпра (плавні Великого Лугу);
- Григорівська — поблизу річок Вербової і Жеребця, що впадають в Конку;
- Кирилівська — праворуч, на річці Токмачці, притоці Конки;
- Олексіївська — на витоках річки Берди, що впадає в Азовське море;
- Захар'ївська — на річці Берді, ліворуч, навпроти «розореного, невідомого ретранжаменту, який був з давніх пір»[1];
- Святого Петра («Петровська», «Бердянська») — над Азовським морем побіля гирла річки Берди.

Виробником робіт будівництва захисної лінії був призначений російський військовий інженер, член Військової колегії, сенатор(з 1781 р.) генерал поручик (з 1765 р.) Михайло Олексійович Деденьов(3.11.1720 — 1786), а спостерігачем — Щербинін. У районі села Троїцьке (з 1923 по 2016 рік — село Карла Маркса) понині збереглися залишки Захаріївської фортеці. Батальйонна фортеця Святого Петра в гирлі Берди на місці нинішнього села Новопетрівка була побудована військовим інженером, полковником (що невдовзі, — 28.12.1771 р. здобув чин генерал-майора) Олександром Рігельманом(1714—1789) — першим військовим комендантом цієї морської фортеці. Восени 1782 року цій морській фортеці призначено було стати центром геополітики. Саме сюди, через Азовське море прибув з Керчі після антиханського заколоту, що спалахнув там, для переговорів з князем Потьомкіним останній кримський хан Шагин-Гірей. З донесення російського резидента при ханові Веселицького П. П. російської імператриці Катерині II:
|  | 21 вересня 1782 року Князь Григорій Олександрович мав до двох годин секретну конференцію з Його Світлістю Ханом; того ж числа повернутися бажав, а на інший день Хан, з ними я і весь обоз у супроводі двох піхотних полків і частини донських козаків, виступили в похід, досягли відстані 35 верст від тутешньої фортеці. |

Супроводили останнього кримського хана в його останньому поході на Крим, племінник князя Потьомкіна Г. О., генерал-майор Олександр Миколайович Самойлов.

## Населені пункти
Населені пункти униз за течією: Вершина Друга, Смирнове, Олексіївка, Титове, Ланцеве, Білоцерківка, Лугове, Захарівка, Калайтанівка, Миколаївка, Радивонівка, Осипенко, Старопетрівка, Новопетрівка. Місто Бердянськ, зобов'язаний своєю назвою річці.

## Природно-заповідний фонд
У межах р. Берди розташована низка об'єктів природно-заповідного фонду України:
- У середній течії Берди на межі з Донецькою областю розташований ландшафтний парк «Половецький степ».
- У Бердянському районі, на лівому березі річки розташована пам'ятка природи — Гранітні Скелі.
- На вододілі річок Берда і Кальчик (притока Кальміусу) на правому березі невеличкої притоки Каратиша розташований заповідник «Кам'яні Могили».
- Заплава річки Берда

## Галерея

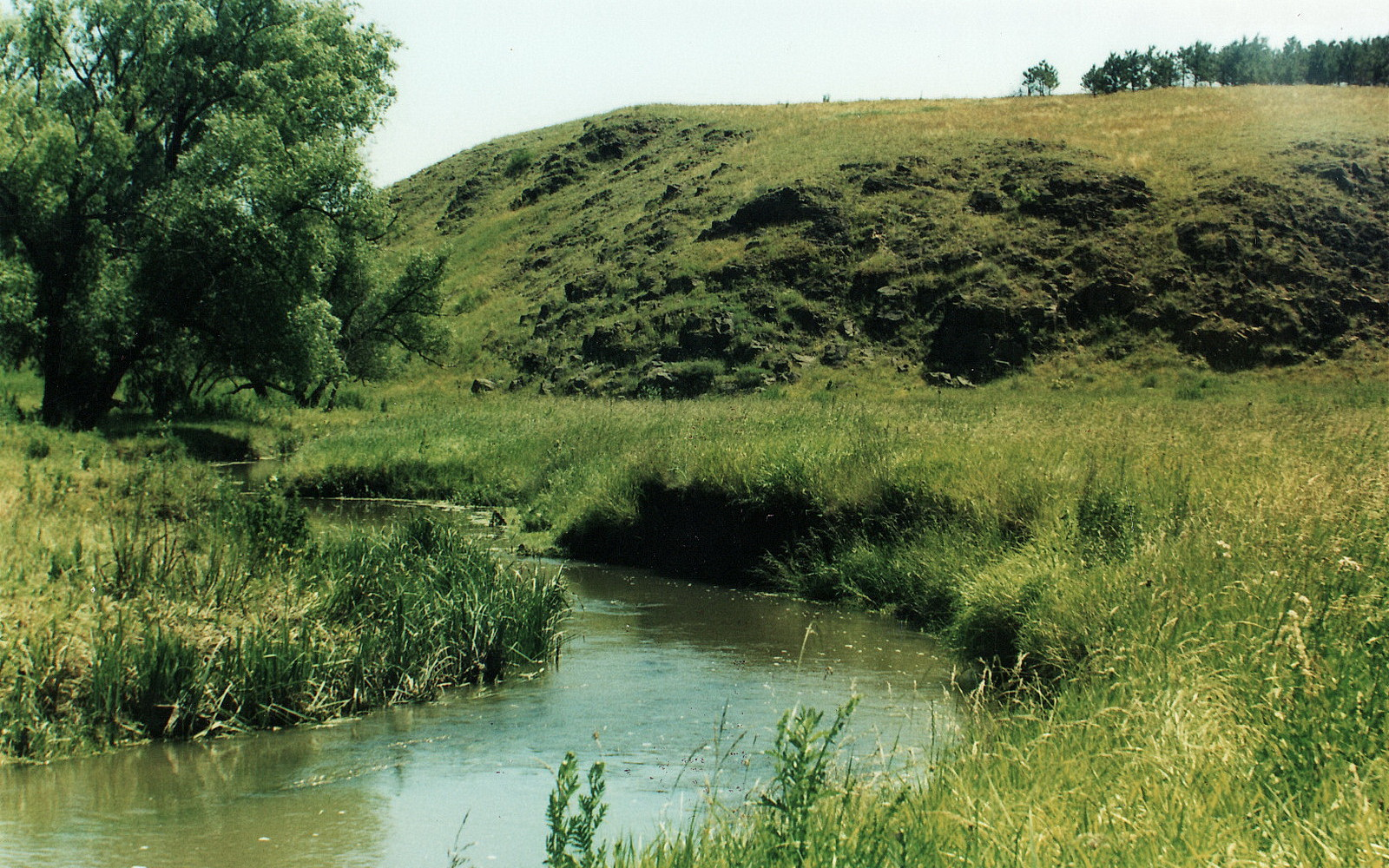
Між с. Білоцерківка і с. Сачки
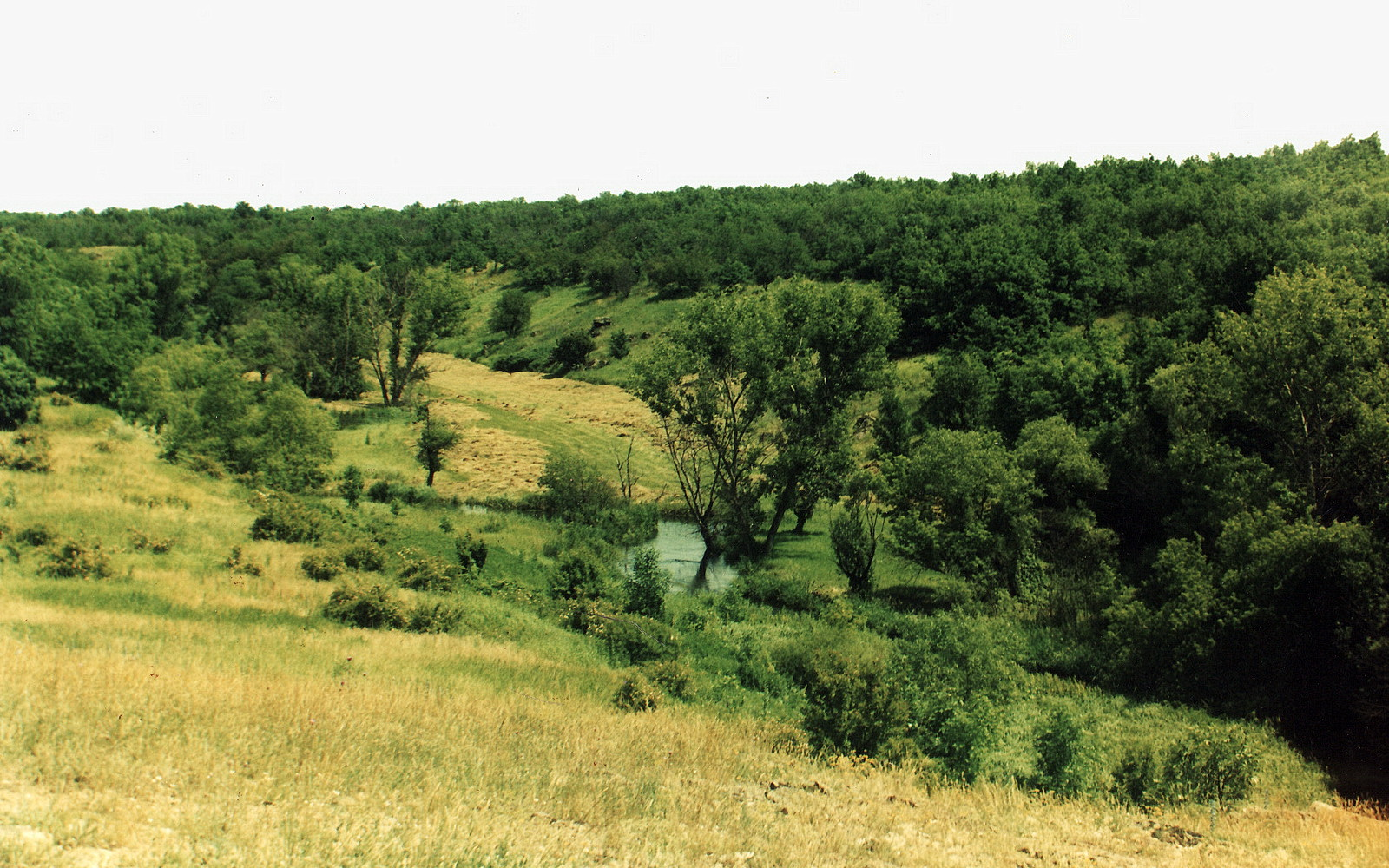
Між с. Сачки і с. Долбіно
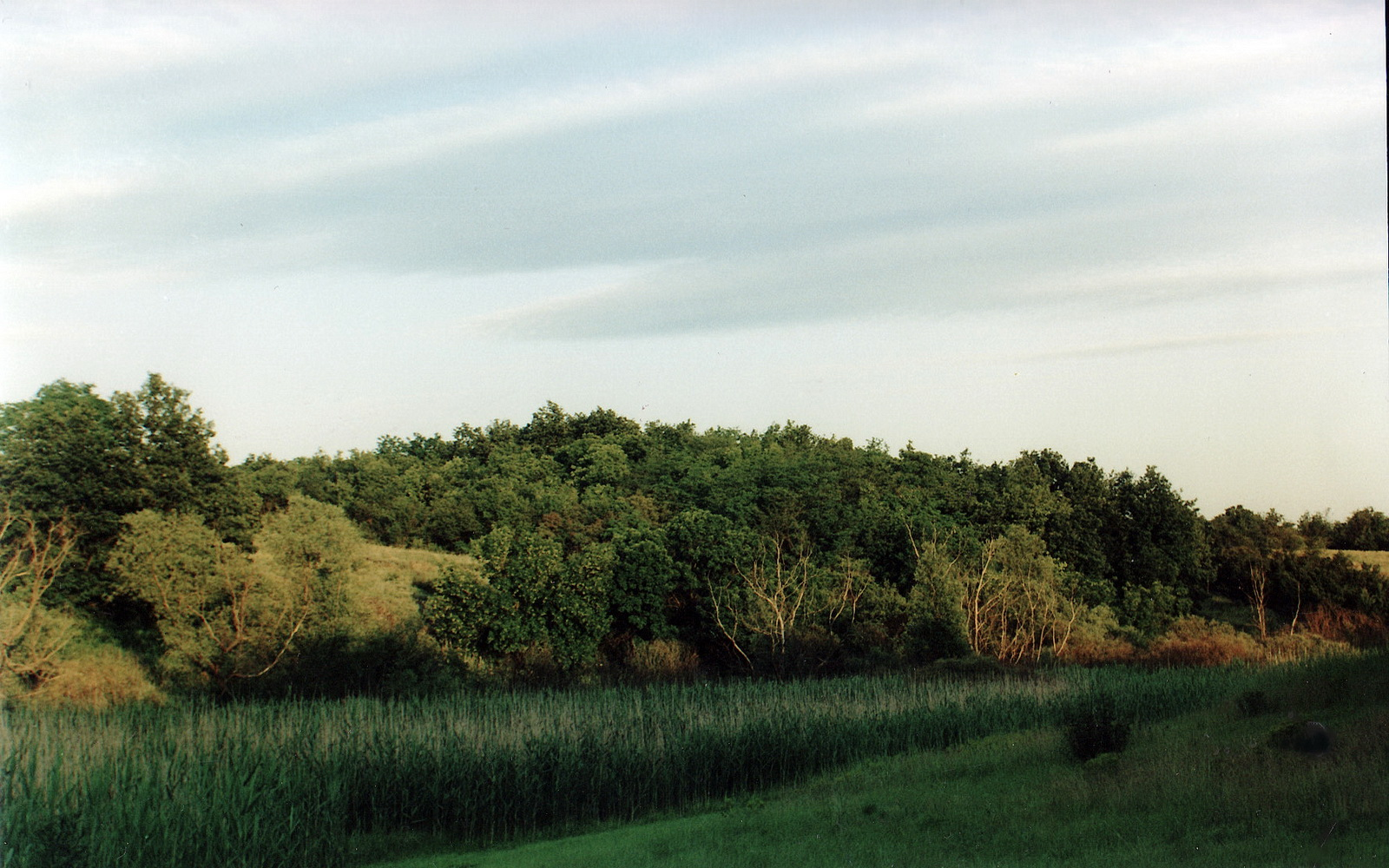
Між с. Долбіно і с. Калайтанівка
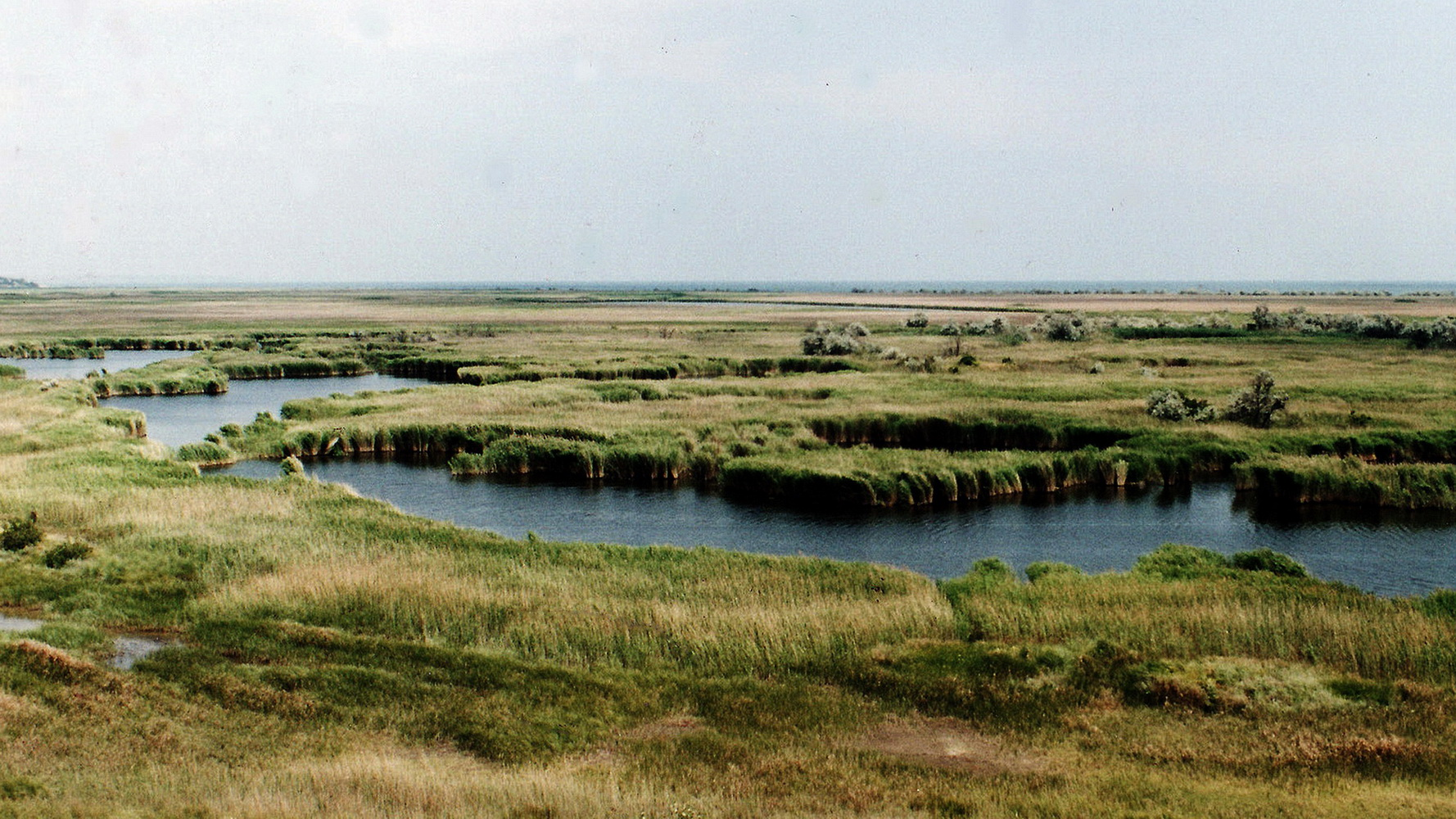
За околицею с. Старопетрівка
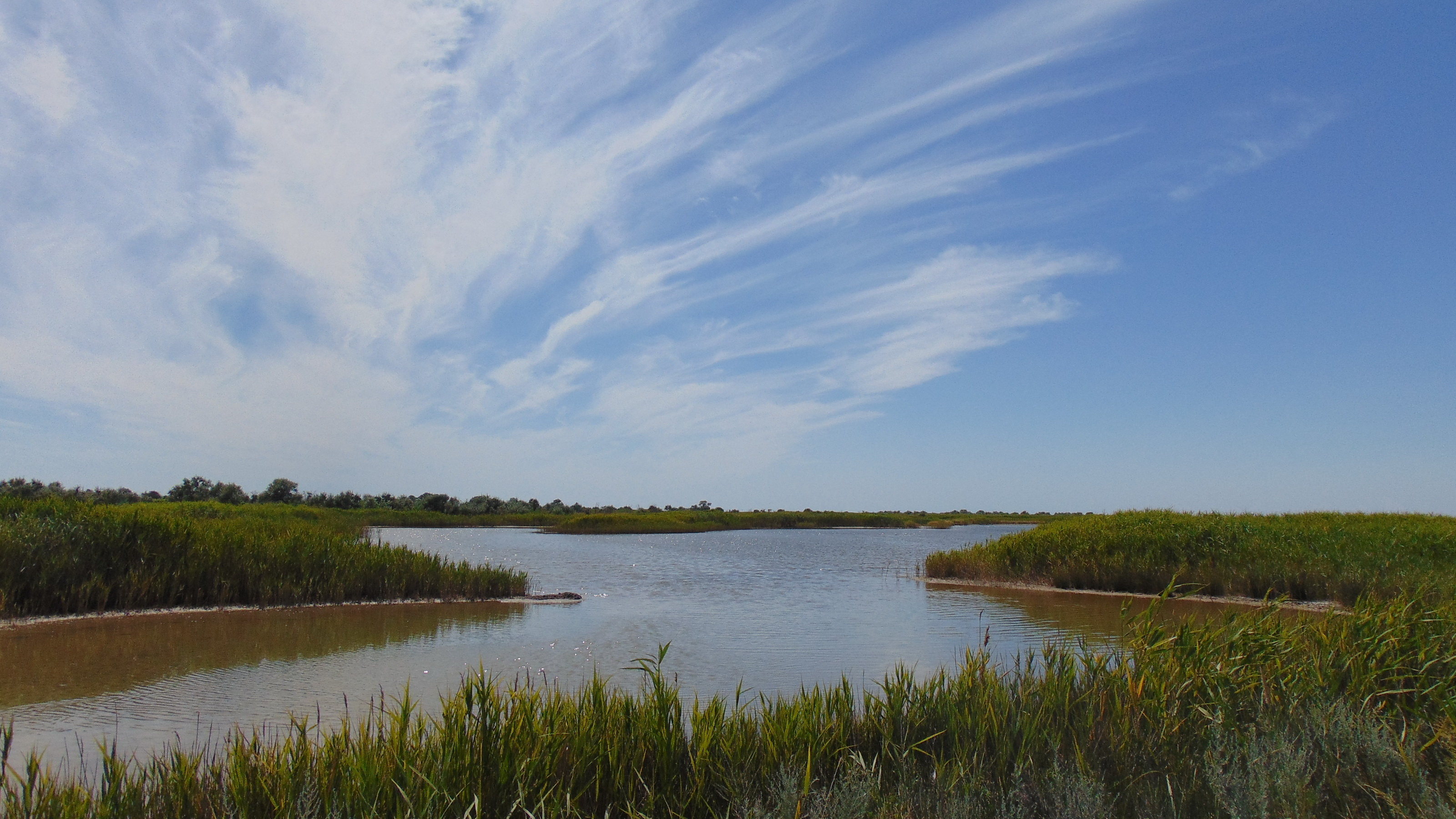
Озеро в заплаві річки Берда. НПП «Приазовський»